# Gieorgij Wysocki
Gieorgij Nikołajewicz Wysocki (ros. Георгий Николаевич Высоцкий) – radziecki uczony w dziedzinie leśnictwa, gleboznawstwa, geobotaniki, geografii fizycznej і hydrologii, twórca nauki o lesie w Imperium Rosyjskim. Autor ponad 200 prac naukowych.
Badał wpływ lasu na reżim wodny terenu, założył podstawy dla rozwoju hydrologii gleb obszarów suchych, opracował teorię o transgresywnej roli lasów, klasyfikację dąbrów; uznawany jest za luminarza zalesienia stepów.

## Źródła
- Высоцкий Г. Н. Георгий Николаевич Высоцкий и его труды (автобиография) // Почвоведение. – 1941. – № 3. – С. 7-32.
- http://aokornus.at.ua/index/g_m_visockij/0-46